# English Football League
English Football League (EFL) je profesionální ligová soutěž, určená pro fotbalové kluby v Anglii a Walesu (částečně). Byla založena v roce 1888 pod názvem Football League a jedná se tak o nejstarší ligovou soutěž na světě. V letech 1888 – 1992 byla FL nejvyšší soutěží v anglickém ligovém systému. Po založení Premier League má liga pod patronátem pouze druhou až čtvrtou nejvyšší ligovou soutěž v Anglii.
Liga má 72 týmů, které jsou rozděleny do tří divizí po 24 týmech. Jedná se o Championship (2. nejvyšší soutěž), League One (3. nejvyšší soutěž) a League Two (4. nejvyšší soutěž). Liga má také dva domácí poháry, které jsou čistě pod jejím patronátem – jedná se o EFL Cup a EFL Trophy.
Před zahájením sezóny 2016/17 se liga přejmenovala z Football League na English Football League.